# Wilhelm Bernhard
Wilhelm Bernhard (* 8. November 1920 in Worb; † 9. Oktober 1978 in Buenos Aires) war ein Schweizer Pathologe. Er ist bekannt für seine Entdeckungen beim frühen Einsatz des Elektronenmikroskops in den 1950er Jahren im Krebsforschungszentrum in Villejuif bei Paris.

## Leben
Wilhelm Bernhard war der Sohn eines Landwirts und wuchs in Worb auf. Er interessierte sich als Jugendlicher für Astronomie und baute eigene Teleskope. Bernhard studierte Medizin an den Universitäten Bern und Genf und diente nach der Promotion 1946 für ein Jahr als Arzt in der Schweizer Armee. 1947 ging er nach Paris, wo er seine Pathologieausbildung bei Charles Oberling fortsetzte. Durch dessen Vermittlung wurde er Leiter des neu eingerichteten Elektronenmikroskopie-Labors in Villejuif am Institut de Recherche Scientifique sur le Cancer (Krebsforschungsinstitut). Das Labor war in den 1950er Jahren ein Zentrum der Erforschung des Zellinnern mit Elektronenmikroskopie. Bernhard entwickelte und perfektionierte viele neue Techniken (Färbetechniken, Kryoultramikrotomie, Autoradiographie mit Elektronenmikroskop, Immunzytochemie). Er war zunächst Attaché de recherches beim Centre national de la recherche scientifique (CNRS), ab 1953 Chargé des recherches, ab 1956 Maître des recherches und ab 1961 Directeur des recherches. Ab 1965 war Bernhard Präsident der Société française de Microscopie électronique und ab 1968 Vorstandsmitglied der International Society for Cell Biology. Bernhard starb überraschend in Buenos Aires auf der Reise zu einer wissenschaftlichen Konferenz in Mendoza in Argentinien.

## Werk
Bernhard widmete sich mit seinen Mitarbeitern insbesondere der Erforschung der Strukturen im Zellkern. Ein weiterer Schwerpunkt war die Wirkung von Krebsviren in Zellen, ein Interesse, das er mit seinem Lehrer Oberling gemeinsam hatte, der damals die Entstehung von Krebs als Folge von Viren vertrat. Bernhard untersuchte zunächst elektronenmikroskopisch das Rous-Sarkom-Virus und dann andere Krebsviren in Säugern wie die mit Shope-Fibrom, Brustkrebs und Leukämie bei Mäusen, Polyomaviren, SV 40 und Adenoviren. Von ihm stammt die Einteilung der Onkoviren bei der Maus in die Typen A, B und C. In Bezug auf die Veränderung menschlicher Leukämiezellen fand er nach Jahren vergleichender Studien, dass keine Veränderungen der Zell-Ultrastrukturen feststellbar waren.

## Ehrungen
1967 erhielt er den Paul-Ehrlich-und-Ludwig-Darmstaedter-Preis. 1962 wurde er Ehrendoktor der Universität Basel und der Universität Brüssel. 1975 erhielt er die Schleiden-Medaille der Leopoldina, deren Mitglied er war. 1957 erhielt er den Prix Louis Darracq der Französischen Akademie der Wissenschaften, 1960 den Prix Lauréat du Concours der Krebsliga Schweiz, 1972 den Howard Taylor Ricketts Award der Universität Chicago und 1964 den grossen Wissenschaftspreis der Stadt Paris. 1978 erhielt er postum den Prix Lacassagne der Ligue Nationale Francaise contre le Cancer. 1973 wurde er Chevalier de l’Ordre national du Mérite.